# Blackfield (album)
Blackfield – debiutancka płyta grupy muzycznej Blackfield.

## Lista utworów
1. „Open Mind” (muzyka: Steven Wilson, Awiw Gefen) – 3:49
2. „Blackfield” (muzyka: Steven Wilson) – 4:06
3. „Glow” (muzyka: Steven Wilson, Awiw Gefen) – 4:02
4. „Scars” (muzyka: Steven Wilson, Awiw Gefen) – 3:59
5. „Lullaby” (muzyka: Steven Wilson) – 3:31
6. „Pain” (muzyka: Awiw Gefen) – 3:48
7. „Summer” (muzyka: Steven Wilson, Awiw Gefen) – 4:14
8. „Cloudy Now” (muzyka: Steven Wilson, Awiw Gefen) – 3:35
9. „The Hole in Me” (muzyka: Awiw Gefen) – 2:47
10. „Hello” (muzyka: Steven Wilson, Awiw Gefen) – 4:06

Bonus Disc
1. „Perfect World” (muzyka: Steven Wilson, Awiw Gefen) – 3:52
2. „Where Is My Love?” (muzyka: Awiw Gefen) – 3:03
3. „Cloudy Now (Live)” – 3:43

## Twórcy
- Steven Wilson - śpiew, gitara
- Awiw Gefen - śpiew, gitara, instrumenty klawiszowe
- Daniel Salomon - fortepian, instrumenty klawiszowe
- Seffy Efrat - gitara basowa
- Gavin Harrison - perkusja
- Yirmi Kaplan - perkusja
- Chris Maitland - perkusja